# Tetrossido di piombo
Il tetrossido di piombo o ossido di piombo(II, IV) è il composto inorganico di formula Pb3O4. In condizioni normali è un solido inodore di colore rosso-arancione, praticamente insolubile in acqua. È un ossido misto contenente atomi di Pb(II) e Pb(IV), per cui la formula viene scritta anche come 2PbO⋅PbO2. In natura è presente nel minerale minio. Viene usato principalmente nella fabbricazione di vernici base antiruggine, accumulatori al piombo e vetri al piombo.

## Storia
Il tetrossido di piombo è uno dei primi pigmenti ad essere stati preparati artificialmente nell'antichità. Le prime notizie del suo impiego risalgono al V secolo a.C. in Cina. Ai tempi di Vitruvio e di Plinio il Vecchio il termine minium era usato principalmente per denotare il cinabro, e secondariamente per l'ossido di piombo prodotto artificialmente. Dopo il XVI secolo il termine minio viene riferito al solo tetrossido di piombo. Il tetrossido di piombo era ottenuto arrostendo la biacca o altri composti di piombo fino ad ottenere un colore arancione più o meno scuro a seconda del trattamento effettuato. Questo pigmento era facile da sintetizzare e poco costoso; nel medioevo veniva comunemente usato per decorare manoscritti miniati. Il minio odierno ha un colore decisamente più rosso.

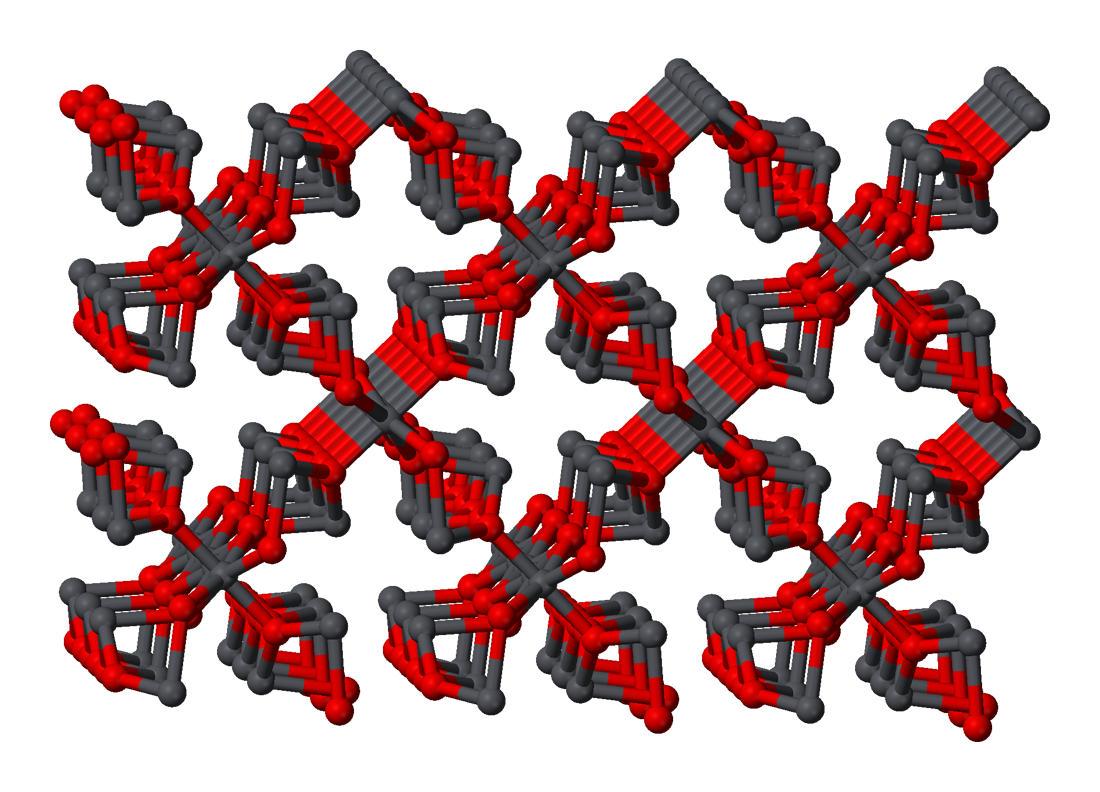
Parte della struttura cristallina tetragonale di Pb_{3}O_{4}.

A temperatura ambiente Pb3O4 ha struttura cristallina tetragonale, gruppo spaziale Pbam (No. 55), con costanti di reticolo a = 881,1 pm e c = 656,3 pm e quattro unità di formula per cella elementare. La struttura si può descrivere come catene di ottaedri PbIVO6 che condividono lati opposti; le catene sono a loro volta collegate da atomi PbII coordinati a tre atomi di ossigeno. Al di sotto di 170 K si ha la transizione a una forma ortorombica; questa transizione di fase cambia la simmetria del cristallo lasciando inalterate le distanze PbIV–O e PbII–O.
Il colore del composto è dovuto ad una transizione di trasferimento di carica rappresentabile in modo semplificato come
Pb(II) + Pb(IV) + hν → Pb(III) + Pb(III)

## Sintesi
Il tetrossido di piombo si prepara normalmente per calcinazione di PbO all'aria a 450-500 °C. Non bisogna superare i 500 °C per evitare la decomposizione del Pb3O4 prodotto.
6PbO + O2 → 2Pb3O4

## Reattività
Il tetrossido di piombo è un composto stabile, ma per riscaldamento al di sopra dei 500 °C si decompone formando il monossido di piombo con rilascio di ossigeno:
2Pb3O4 → 6PbO + O2
Pb3O4 è praticamente insolubile in acqua e alcool, ma è solubile nell'acido cloridrico presente nello stomaco, e quindi è tossico se ingerito. Trattato con acido nitrico diluito si solubilizza il Pb(II), e rimane un residuo di diossido di piombo insolubile:
Pb3O4 + 4HNO3 → PbO2 + 2Pb(NO3)2 + 2H2O
Riscaldato con riducenti come idrogeno, carbone e monossido di carbonio il tetrossido di piombo si può ridurre a piombo metallico. Ad esempio:
2Pb3O4 + 4H2 → 3Pb + 4H2O
Pb3O4 reagisce su superfici di ferro formando uno strato di ossidi di ferro e piombo che non si ossidano ulteriormente.

## Usi
Il tetrossido di piombo viene usato principalmente nelle vernici anticorrosive e negli accumulatori a piombo. Come pigmento è usato in vetri e ceramiche. Tra gli innumerevoli utilizzi minori sono compresi fuochi d'artificio ed esplosivi, vulcanizzazione della gomma, schermature per raggi X e raggi gamma, impermeabilizzazione di materiali.

## Tossicità / Indicazioni di sicurezza
Pb3O4 risulta pericoloso se ingerito o inalato. L'avvelenamento cronico provoca danni al sangue, al sistema nervoso, ai reni e all'apparato digerente. Avvelenamenti acuti provocano sapore metallico, vomito, costipazione, coliche addominali, disfunzioni renali, abbassamenti di temperatura, cali di pressione, collasso. Pb3O4 è un composto con rischi di tossicità per la riproduzione. Effetti cancerogeni sono stati osservati in animali, ma sinora non nell'uomo. Il composto è inoltre pericoloso per gli organismi acquatici.